# Anna Fröhlich
Anna Fröhlich (ur. 19 września 1793  w Wiedniu, zm. 11 marca 1880 w Wiedniu) – austriacka śpiewaczka, pianistka, nauczycielka śpiewu.  

## Życiorys
Anna Fröhlich urodziła się w Wiedniu w 1793 roku jako najstarsza z czterech córek Matthiasa Fröhlicha (1756-1843) i Barbary Mayr (1764-1841):
- Barbara (1797-1879)
- Katharina Fröhlich (1800-1879)
- Josephine Fröhlich (1803-1878)

Podobnie jak jej siostry była wyjątkowo uzdolniona muzycznie. Ich dom był ważnym miejscem muzycznej aktywności w Wiedniu. Franz Schubert był dobrym przyjacielem rodziny i często gościł w ich domu, gdzie wykonywał własne kompozycje lub improwizował na fortepianie. Na prośbę Anny napisał kilka kompozycji dla Josephine i Anny oraz dla uczniów Anny.
Anna Fröhlich był pierwszą i jedyną nauczycielką w Konserwatorium Wiedeńskiego Towarzystwa Muzycznego (Gesellschaft der Musikfreunde in Wien) Cesarstwa Austriackiego. Szkoła śpiewu została założona w 1817 roku, konserwatorium z pierwszymi klasami instrumentalnymi otwarto w 1819 roku. Klasa śpiewu dla dziewcząt prowadzona przez Annę Fröhlich od 1819 roku była przeznaczona dla bardziej zaawansowanych uczniów.   Uczyła w niej do 1854 roku.